# L'Amour et la Douleur
L'Amour et la Douleur est un tableau réalisé par l'artiste norvégien Edvard Munch en 1895. Cette huile sur toile représente une femme aux longs cheveux roux la bouche plongée dans le cou d'un homme à la tête baissée, alors qu'ils se tiennent dans les bras l'un de l'autre. Figuration ambiguë d'un baiser évoquant une morsure vampirique, l'œuvre est désormais amplement connue sous le titre alternatif de Vampire. Il en existe six versions, dont trois sont conservées au musée Munch, à Oslo, en Norvège.